# Самець (притока Стрипи)
Самець — річка в Україні у Тернопільському районі Тернопільської області. Права притока річки Стрипи (басейн Дністра).

## Опис
Довжина річки приблизно 10,75 км, найкоротша відстань між витоком і гирлом — 9,05  км, коефіцієнт звивистості річки — 1,19 . Формується декількома струмками.

## Розташування
Бере початок на південно-східній стороні від села Білокриниця. Тече переважно на південний схід через село Котузів і у селі Вишнівчик впадає у річку Стрипу, ліву притоку річки Дністра.

## Цікаві факти
- У селі Вишнівчик річку перетина автошлях Т 2006[2] (автомобільний шлях територіального значення в Тернопільській області. Проходить територією Козівського (села Купчинці, Ішків), Теребовлянського (зокрема, через Соколів, Вишнівчик, Зарваницю) та Бучацького (села Киданів, Бобулинці, Осівці, Старі Петликівці, Білявинці, Переволока) районів. Загальна довжина — 55,9 км).